# Rise (Purple Disco Machine)
Rise è un singolo del DJ tedesco Purple Disco Machine in collaborazione con Tasita D'Mour pubblicato il 3 dicembre 2021, come primo estratto dalla riedizione del secondo album in studio Exotica.

## Video musicale
Il video è stato realizzato in stile cartone animato come sequel di Playbox e pubblicato in concomitanza con l'uscita del singolo attraverso il canale YouTube del DJ.

## Tracce
1. Rise (feat. Tasita D'Mour) – 3:21

## Classifiche
| Classifica (2022) | Posizione massima |
| ----------------- | ----------------- |
| Croazia           | 31                |